# Singapore Telecommunications
Singapore Telecommunications, aussi connue sous l'abréviation Singtel est une entreprise de télécommunications basée à Singapour.
Créée en 1879, l'entreprise est la plus importante de Singapour dans le domaine des télécommunications. Le groupe est actuellement contrôlé par Temasek Holdings, un fonds souverain de l'État de Singapour à 65 %. Singtel développe des solutions pour des clients de tous secteurs, télécommunications, industrie, services, finance, santé ou secteur public. Les services offerts par Singtel recouvrent l’intégration de systèmes, l’infogérance, les services télécoms et les solutions destinées aux opérateurs internationaux.

## Histoire
En avril 2015, Singtel acquiert l'entreprise américaine de sécurité informatique Trustwave pour 810 millions de dollars.
En octobre 2021, Singtel annonce la vente d'une participation de 70 % de ses pylônes de télécommunication en Australie à AustralianSuper pour 1,4 milliard de dollars.

## Bureaux dans le monde
Singtel est le groupe leader sur le marché de la communication en Asie qui fournit un portefeuille de services. Avec 46 bureaux dans 21 pays de la région Asie-Pacifique, Moyen-Orient, en Europe et aux États-Unis, offre des services à travers un vaste réseau et solide infrastructure couvrant le monde entier.

## Structure et participation
Le groupe possède de nombreuses filiales et intérêts, essentiellement en Asie. Au 30 juin 2006, le groupe contrôlait un total de 92,42 millions d'abonnés dont 35,57 millions sur une base proportionnelle (calculée en fonction des parts détenues par Singtel dans chaque filiale) :
| Société                            | Pays        | % détention | Abonnés         | Proportionnel abonnés | Part de marché |
| ---------------------------------- | ----------- | ----------- | --------------- | --------------------- | -------------- |
| Advanced Info Service              | Thaïlande   | 21,4 %      | 17,318 millions | 3,710 millions        | 52 %           |
| Bharti Group                       | Inde        | 30,6 %      | 23,073 millions | 6,934 millions        | 29 %           |
| Globe Telecom                      | Philippines | 44,6 %      | 13,894 millions | 6,193 millions        | 37 %           |
| Optus                              | Australie   | 100 %       | 6,555 millions  | 6,555 millions        | 32,5 %         |
| Pacific Bangladesh Telecom Limited | Bangladesh  | 45,0 %      | 0,686 million   | 0,309 million         | 4,7 %          |
| Singtel Mobile                     | Singapour   | 100 %       | 1,619 million   | 1,619 million         | 38,7 %         |
| Telkomsel                          | Indonésie   | 35,0 %      | 29,270 millions | 10,245 millions       | 55 %           |
| Total :                            | Total :     | Total :     | 92,415 millions | 35,565 millions       |                |